# Paul Davies-Hale
Paul Davies-Hale (Rugeley, 21 giugno 1962) è un ex mezzofondista, ex siepista ed ex maratoneta britannico.

## Palmarès
| Anno                                | Manifestazione          | Sede        | Evento       | Risultato  | Prestazione | Note |
| ----------------------------------- | ----------------------- | ----------- | ------------ | ---------- | ----------- | ---- |
| In rappresentanza della Regno Unito |                         |             |              |            |             |      |
| 1981                                | Europei juniores        | Utrecht     | 2000 m siepi | Oro        | 5'31"12     |      |
| 1984                                | Giochi Olimpici         | Los Angeles | 3000 m siepi | Semifinale | 8'26"15     |      |
| 1992                                | Giochi Olimpici         | Barcellona  | Maratona     | 41º        | 2h21'15"    |      |
| In rappresentanza dell' Inghilterra |                         |             |              |            |             |      |
| 1980                                | Mondiali di cross       | Parigi      | Corsa U20    | 10º        | 22'52"      |      |
| 1980                                | Mondiali di cross       | Parigi      | A squadre    | 5º         | 89 p.       |      |
| 1981                                | Mondiali di cross       | Madrid      | Corsa U20    | 5º         | 22'19"      |      |
| 1981                                | Mondiali di cross       | Madrid      | A squadre    | Argento    | 61 p.       |      |
| 1982                                | Giochi del Commonwealth | Brisbane    | 3000 m siepi | 12º        | 8'50"73     |      |

## Campionati nazionali
1979
- 9º ai campionati britannici juniores, 3000 m piani - 8'14"42

1983
- 4º ai campionati britannici, 5000 m piani - 13'37"77

1989
- 6º ai campionati britannici, 5000 m piani - 13'40"48

1992
- 6º ai campionati britannici, 10000 m piani - 28'26"06

1994
- 6º ai campionati britannici, 10 miglia su strada - 48'19"

## Altre competizioni internazionali[1]
1982
- 8º al Cross Internacional Juan Muguerza ( Elgoibar)

1984
- 5º al Memorial Van Damme ( Bruxelles), 3000 m piani - 7'51"5

1985
- 5º all'ISTAF Berlin ( Berlino), 3000 m piani - 7'48"06
- 4º al Memorial Van Damme ( Bruxelles), 3000 m piani - 7'48"45
- Bronzo al Bauhaus-Galan ( Stoccolma), 3000 m piani - 7'49"38

1988
- 5º alla IAAF Grand Prix Final ( Berlino), 5000 m piani - 13'24"47
- Bronzo all'ISTAF Berlin ( Berlino), 5000 m piani - 13'24"47
- Bronzo al Weltklasse Zürich ( Zurigo), 5000 m piani - 13'27"34

1989
- Oro alla Maratona di Chicago ( Chicago) - 2h11'25"

1990
- 9º all'Athletissima ( Losanna), 5000 m piani - 14'02"79
- Argento alla Great South Run ( Portsmouth) - 48'09"

1991
- 12º alla Maratona di Tokyo ( Tokyo) - 2h12'38"
- 4º alla Maratona d'Italia ( Carpi) - 2h11'57"

1992
- Argento alla Great South Run ( Portsmouth) - 47'08"

1993
- 31º alla Maratona di Londra ( Londra) - 2h19'35"
- Bronzo alla Great South Run ( Portsmouth) - 47'00"

1994
- 20º alla Maratona di Berlino ( Berlino) - 2h16'48"

1995
- 19º al Cross de l'Acier ( Leffrinckoucke) - 31'17"